# Tetragnatha fletcheri
Tetragnatha fletcheri är en spindelart som beskrevs av Gravely 1921. Tetragnatha fletcheri ingår i släktet sträckkäkspindlar, och familjen käkspindlar. Inga underarter finns listade i Catalogue of Life.